# ريدون آر 100
ريدون آر 100 (بالإنجليزية: Radeon R100)‏ وهو أول جيل من من سلسلة ريدون من وحدات معالجة الرسوميات لشركة إيه تي آي. وتحتوي هذه السلسة على مسرع رسوميات ثلاثية الأبعاد مبنية على نظام مكتبة الرسوميات المفتوحة 1.3 (OpenGL 1.3) دايركت ثري دي 7 (Direct3D 7), وهو تحسن كبير عن سلسلة ريج من ناحية الأداء و المميزات. وتحتوي هذه الرقاقات أيضا على مسرع ثنائي الأبعاد و مسرع الفيديو وقدرة عرض على عدة شاشات. وهي قاعدة لتصميم منتجات أخرى عديدة. وتسمية آر 100 هو مصطلح للجيل الأول لهذه السلسلة من الوحدات.